# Anthon Berg
Anthon Berg (Антон Берг) — датская шоколадная компания, подразделение датской корпорации «Toms International» (англ.), производитель шоколадных конфет верхнего ценового сегмента. Компания имеет статус официального поставщика Датского королевского двора с 1957 года.

## История
Какао, впервые привезённое испанцами из Нового Света в эпоху Великих географических открытий, обрело ограниченную популярность в Дании только в XVIII столетии, причём первоначально — как лекарство. Первые датские производители шоколада, как кулинарного продукта — Томс, Тройель и Мейер, первоначально были аптекарями, которые разбогатели, начав использовать какао не как лекарство, а как десерт.
Компания «Anthon Berg» была основана почти столетием позже, в 1884 году, Антоном Бергом, который до этого являлся зеленщиком, то есть владел лавкой, где торговал овощами и фруктами. Успеху кондитерской компании поспособствовало начатое Бергом производство шоколадных конфет с марципановой начинкой. Конфеты пришлись по вкусу покупателям, и уже к 1901 году в компании Антона Берга было трудоустроено двести человек.
После Антона Берга компанию возглавил его сын и наследник Густав Берг, а после его смерти, последовавшей в 1938 году — Кай Берг, представитель третьего поколения семьи Бергов. В 1954 году компания «Anthon Berg» была куплена компанией «Toms», и в наши дни является её структурным подразделением.
Производственные мощности компании расположены в Дании в городе Баллеруп (до слияния с «Toms» производство находилось в Копенгагене). Сегодня компания «Anthon Berg» выпускает наборы шоколадных конфет с различными начинками; наборы шоколадных конфет в форме ликёрных бутылочек с начинками из различных сортов алкоголя; марципан в различных вариантах. Одним из наиболее узнаваемых продуктов компании являются «марципановые талеры» — сравнительно плоские шоколадные конфеты круглой формы (по форме напоминают одноименные старинные монеты — талеры, откуда и название), с двумя слоями начинки — внешней, марципановой, и внутренним, фруктово-алкогольной (например, «клубника и шампанское», «черника и водка», «абрикос и бренди»). Марципановые талеры также реализуются в форме наборов шоколадных конфет. Кроме этого, к двум крупнейшим датским праздникам — Рождеству и Пасхе, выпускается специализированная десертная продукция. Экспорт конфет «Anthon Berg» осуществляется во многие страны мира.